# Острів Святого Матвія
Острів Святого Матвія (англ. St. Matthew Island) — ізольований острів в Беринговому морі, що відноситься до штату Аляска, розташований за 295 км на північний захід від острова Нунівак. Площа острова — 357,049 км², або 43 за розміром в США. Південна частина острова, мис Апрайт, являє собою вертикальну скелю висотою понад 300 м, тоді як найбільша висота острова — 450 м над рівнем моря.
| Острів | Це незавершена стаття про острів, чи острови. Ви можете допомогти проєкту, виправивши або дописавши її. |